# 義湘
義湘（ぎしょう、ウィサン、의상、625年 - 702年）は、新羅の僧で、新羅における華厳宗の祖。海東華厳宗の祖ともいわれる。

## 生涯
貴族の出身とされる。19歳になった644年（善徳女王13年）、慶州の皇福寺で出家した。26歳になった650年（真徳女王4年）、同学である元暁（617年 - 686年）とともに唐留学の旅に出たが高句麗の国境の付近で挫折。37歳になった661年（文武王1年）、唐に留学。翌662年、唐華厳宗の第二祖智儼に学んだ。47歳になった671年（文武王16年）に新羅へ帰国。676年（文武王16年）、文武王の勅命をうけて浮石寺を建立、新羅における華厳宗の根本道場とした。また海印寺・玉泉寺・梵魚寺・華厳寺等のいわゆる華厳十刹で教学を広めたとされ、義湘十哲といわれる悟真・智通・表訓・真定・真蔵・道融・良圓・相源・能仁・義寂など、多くの門弟を輩出した。702年（聖徳王元年）に78歳で入寂した。
日本でも華厳宗の祖師として鎌倉時代の絵巻物である華厳宗祖師絵伝に描かれている。

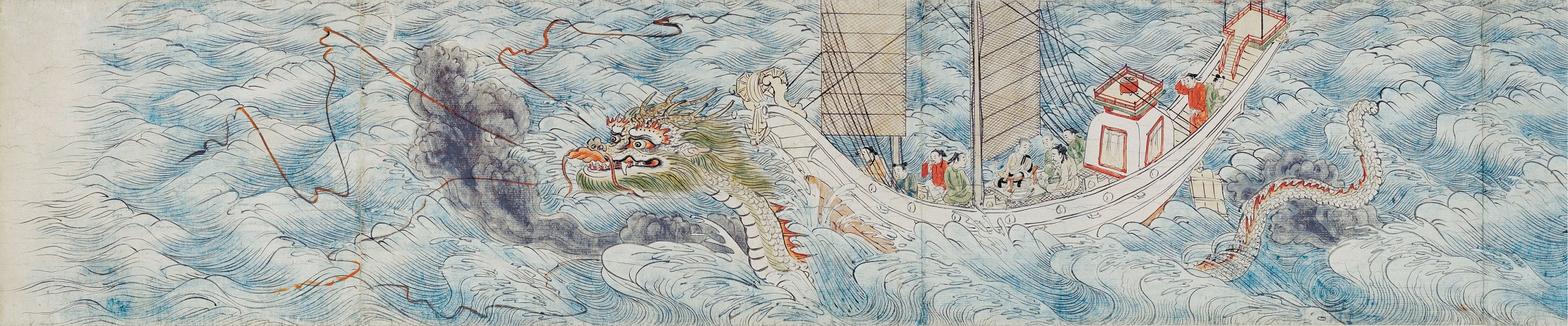
華厳宗祖師絵伝

## 著作
- 『華厳一乗法界図』1巻
- 『入法界品抄記』1巻（散逸）
- 『華厳十門看法観』1巻（散逸）
- 『阿弥陀経義記』1巻（散逸）
- 『諸般請文』（散逸）
- 『白華道場発願文』（一部現存）
- 『華厳一乗発願文』
- 『投師礼』